# Festival international du cirque Éléphant d'Or
 (février 2025).
La mise en forme du texte ne suit pas les recommandations de Wikipédia : il faut le « wikifier ».
Les points d'amélioration suivants sont les cas les plus fréquents. Le détail des points à revoir est peut-être précisé sur la page de discussion.
- Les titres sont pré-formatés par le logiciel. Ils ne sont ni en capitales, ni en gras.
- Le texte ne doit pas être écrit en capitales (les noms de famille non plus), ni en gras, ni en italique, ni en « petit »…
- Le gras n'est utilisé que pour surligner le titre de l'article dans l'introduction, une seule fois.
- L'italique est rarement utilisé : mots en langue étrangère, titres d'œuvres, noms de bateaux, etc.
- Les citations ne sont pas en italique mais en corps de texte normal. Elles sont entourées par des guillemets français : « et ».
- Les listes à puces sont à éviter, des paragraphes rédigés étant largement préférés. Les tableaux sont à réserver à la présentation de données structurées (résultats, etc.).
- Les appels de note de bas de page (petits chiffres en exposant, introduits par l'outil «  Source ») sont à placer entre la fin de phrase et le point final[comme ça].
- Les liens internes (vers d'autres articles de Wikipédia) sont à choisir avec parcimonie. Créez des liens vers des articles approfondissant le sujet. Les termes génériques sans rapport avec le sujet sont à éviter, ainsi que les répétitions de liens vers un même terme.
- Les liens externes sont à placer uniquement dans une section « Liens externes », à la fin de l'article. Ces liens sont à choisir avec parcimonie suivant les règles définies. Si un lien sert de source à l'article, son insertion dans le texte est à faire par les notes de bas de page.
- La présentation des références doit suivre les conventions bibliographiques. Il est recommandé d'utiliser les modèles {{Ouvrage}}, {{Chapitre}}, {{Article}}, {{Lien web}} et/ou {{Bibliographie}}. Le mode d'édition visuel peut mettre en forme automatiquement les références.
- Insérer une infobox (cadre d'informations à droite) n'est pas obligatoire pour parachever la mise en page.

Pour une aide détaillée, merci de consulter Aide:Wikification.
Si vous pensez que ces points ont été résolus, vous pouvez retirer ce bandeau et améliorer la mise en forme d'un autre article.
Le Festival international du cirque Éléphant d'Or (en catalan, Festival Internacional del Circ Elefant d’Or) est un festival de cirque célébré annuellement en Catalogne (Espagne). Il s'est tenu à Figueras depuis mars 2012 jusqu'à février 2017 et, depuis 2018, il se célèbre à Gérone. Il doit son nom au trophée en forme d'éléphant du premier prix, inspiré par l'oeuvre artistique de Salvador Dalí.
Il est organisé par la Circus Arts Foundation, une fondation culturelle à but non lucratif spécialisée dans la diffusion des arts du cirque, et il est présenté par son directeur, Genís Matabosch. L'objectif du festival vise à être de « donner aux arts du cirque la réconnaissance sociale qu'ils méritent, en tant que partie intégrante de la culture, parallèlement aux autres arts du spectacle, comme le théâtre, la danse ou l'opéra ». Son autre but est d'atténuer la séparation entre cirque traditionnel et contemporain en présentant des spectacles où puissent confluer des cultures, traditions et esthétiques différentes dans un même espace artistique, en mêlant attractions innovantes avec d'autres plus classiques.
La particularité de ce festival est que la principale exigence de sélection des artistes est que ceux-ci ne doivent pas avoir été présentés auparavant dans d'autres pistes de l'Europe.
À niveau de chiffres (budget et impact économique, pays et artistes participant, espaces, capacité) et de répercussions à niveau international, il est le plus grand festival de cirque du pays et de l'Europe. Il est également positionné parmi les 5 plus importants du monde, tout comme ceux célébrés à Monaco, en Chine et en Russie,,,.

## Structure
Il est l'un des 13 festivals au monde que suivent la mécanique et les paramètres qui régissent le Festival international du cirque de Monte-Carlo, le modèle pionnier établi en 1974 par le prince Rainier III de Monaco,,. C'est-à-dire qu'il est constitué de trois spectacles : 
- Deux demi-finales où les artistes concourent devant le jury (les spectacles Rouge et Bleu, différents l'un de l'autre, entre lesquels le total des participants est réparti).
- Une soirée de gala où jouent les numéros gagnants (le spectacle Or) et où le jury remet les prix.

### Prix et jury
Le jury du festival change ses membres chaque édition, et il est composé d'environ une quinzaine de professionnels de divers domaines du monde du cirque. Ils se divisent en trois sections, en fonction de son profil :
- Jury et prix officiels : le jury officiel, dirigé par un président désigné, se compose de personnalités importantes du monde du cirque, comme par exemple les différents responsables des cirques et des festivals les plus importants du monde. Entre les membres les plus notables qu'il y a eus figurent Rolf Knie, Gia Eradze ou le docteur Alain Frère.
- Jury et prix de la Critique et de l'Image : deux prix différents dérivent de ce jury, celui de la critique et celui de l'image. Il réunit, pour la part de la critique, des professionnels comme des chercheurs, historiens, analystes ou rédacteurs spécialisés en cirque; et, pour la part de l'image, une sélection de photographes de cirque remarquables, qui jugent les aspects plastiques et esthétiques des attractions.
- Prix spéciaux : ces prix sont attribués de façon indépendante par certains établissements et des personnalités remarquables du monde du cirque, comme par exemple le Cirque du Soleil, les cirques Nikouline et Bolshoi de Moscou ou le Capital Circus de Budapest.

Le prix du public est également remis au numéro qui obtient la plupart de votes des spectateurs. Lors de son entrée au chapiteau, ceux-ci reçoivent tous une carte dans laquelle ils peuvent indiquer son attraction favorite à la fin des spectacles Rouge et Bleu, et qu'ils peuvent mettre dans les urnes destinées à cet effet à la sortie de l'enceinte.

### Musique
Les spectacles du festival sont accompagnés par un orchestre en direct. Depuis 2012 jusqu'à 2018, le chef d'orchestre a été Carmino d’Angelo, un prolifique compositeur de musique de cirque (connu par son travail au cirque Pinder et dans d'autres festivals, comme celui du cirque de demain de Paris). L'orchestre a reçu le prix Procircus lors de la première édition du festival, et d’Angelo a reçu l'Éléphant d'Or d'honneur en 2019,,.
Depuis 2019, l'orchestre de d'Angelo a été remplacé par le Paris Circus Orchestra, de 9 membres. Il est dirigé par Pierre Pichaud, directeur de l'orchestre du Cirque d’Hiver Bouglione de Paris et d'autres spectacles de cirque, comme Nits de Circ,,.

## Parcours
Le festival s'est tenu à Figueres, Catalogne, de 2012 au 2017.
- 1ʳᵉ édition (du 1ᵉʳ au 4ᵉ mars 2012) : il a été célébré sous le nom de Festival internacional du cirque Castell de Figueras dans le château de San Ferran. 52 artistes de 13 pays y ont participé dans un total de 22 attractions ; et 14.432 spectateurs ont assisté, avec une occupation de 98,6 % de la capacité totale des spectacles, un chiffre que l'organisation a qualifié de « succès retentissant ». Un cortège de douze artistes, présidé par l'éléphante Dumba, a réalisé un défilé inaugural dans les rues de la ville. Cette édition a eu un budget de 295.000 euros[16],[17],[18],[19],[20].

- 2ᵉ édition (du 21 au 25 février 2013) : L'emplacement du grand chapiteau a été déplacé au champ de foire de Figueres et le titre du festival a changé à Ciutat de Figueras à cause du désaccord entre la mairie et le consortium du château de San Ferran. 63 artistes de 12 pays y ont participé dans 22 attractions ; et 23.009 spectateurs y ont assisté. L'espace occupé par le chapiteau (de 2.700 à 4.200 m2), le nombre de billets en vente (de 1.450 localités dans chaque fonction à 2.250) et le budget, de 440.000 euros, ont été doublés par rapport à l'édition précédente[21],[22],[23],[24],[25].

À la fin de 2013, la Circus Arts Foundation et la mairie de Figueres ont signé une convention de subvention pour garantir la continuité du festival jusqu'à 2017.
- 3ᵉ édition (du 20 au 24 février 2014) : L'année précédente, l'organisation du festival a réalisé une intense campagne de promotion dans des festivals de cirque de la France, de l'Ukraine, de la Chine et de la Russie pour agrandir son impact comme rendez-vous de référence dans le monde du cirque à niveau international, initiative qui a été maintenue et élargie pour les éditions consécutives. Comme conséquence, le nombre d'artistes a été élargi à 65, celui de pays représentants à 14, et celui des attractions à 24. Le nombre de spectacles et le budget, de 560.000 euros, ont été également élargis. 28.146 spectateurs s'y sont rendus, occupant 95 % de la capacité totale. Cette édition a eu un impact économique pour la ville de 1.235.327 euros[27],[28],[29],[30].

- 4ᵉ édition (du 26 février au 2 mars 2015) : Cette édition a réuni 82 artistes de 16 pays dans 24 attractions et 30.412 spectateurs avec une occupation de 92,5 %. Le budget a été de 583.000 euros. Comme nouveauté, cette édition a débuté un chapiteau 360º avec une coupole cadrée, dont la visibilité était totale en augmentant l'élévation des gradins et en changeant le soutien intérieur traditionnel avec quatre mâts par deux grands arcs extérieurs. L'augmentation du diamètre du chapiteau à 52 m, ainsi que sa hauteur de 15 m, a permis la présentation des disciplines de cirque de haute voltige, comme le trapèze volant, présenté cette même année par le Cirque national de Pyongyang[31],[32],[33],[34].

- 5ᵉ édition (du 25 au 29 février 2016) : Le festival a changé son titre pour celui d'Éléphant d'Or. Il a été consolidé comme l'un des cinq festivals de cirque internationaux les plus importants du monde, ainsi que le deuxième le plus grand de l'Europe après celui de Monte-Carlo. 79 artistes de 13 pays ont participé à 22 attractions (des 84 et 24 prévues, respectivement, à cause d'une lésion et de blocage d'agrès dans les douanes). Parmi elles, les disciplines aériennes ont prédominé, puisque maintenant elles pouvaient concourir grâce aux dimensions du nouveau chapiteau. 30.547 personnes ont assisté, avec une occupation de 98,9 %[5],[6],[35],[36].

En 2016, le festival a été nommé pour le meilleur festival de cirque du monde dans les Master Circus Awards de Sotchi. Ses concurrents étaient les festivals de Monte-Carlo, de Paris, de Latina et de Moscou.
- 6ᵉ édition (du 16 au 20 février 2017) : Celle-ci a été la dernière édition à Figueres. 88 artistes de 11 pays y ont participé dans 24 attractions et 31.474 spectateurs y ont assisté, occupant 95 % de la capacité totale. Son budget a été de 610.000 euros[38].

Malgré le fait que la signature d'une autre convention était prévue avec la mairie de Figueres pour y tenir le festival jusqu'à 2021, en juillet 2017 la séance plénière a rejeté la motion pour garantir la continuité du festival et pour bâtir le musée européen du cirque, également promu par ses organisateurs (et qui a été finalement ouvert en 2020 à Besalú comme Circusland). Cela, avec le risque technique et financier que supposait le vent de tramontane, a provoqué l'annulation définitive du festival à Figueres et son déplacement au Champ de Mars du parc de la Devesa de Gérone à partir de 2018,,,,.
- 7ᵉ édition (du 22 au 26 février 2018) : 88 artistes de 18 pays ont été présentés dans 24 attractions. 30.608 spectateurs y ont assisté. L'occupation des spectacles ouverts au grand public, pour la première fois dans l'histoire du festival, a été de 100 %. Il a eu un budget de 708.000 euros et un impact économique dans la ville de 1,4 million. Cette édition a célébré le 250ᵉ anniversaire de la naissance du cirque moderne et, en commémoration, le département philatélique de Correos, en collaboration avec la Circus Arts Foundation, a émis un timbre intitulé 250 ans de cirque (1768-2018) - Gérone, Circus World Capitale. Ils ont également présenté ensemble une exposition de philatélie circassienne dans le bureau local de Correos. Par ailleurs, le Cirque du Soleil a réalisé ses uniques auditions en Europe dans le cadre du festival sous le grand chapiteau[43],[44],[45],[42],[46],[47].

- 8ᵉ édition (du 14 au 19 février 2019) : Cette édition a été marquée par la prolongation de jours (le lundi étant désormais le jour en promotion) et l'élargissement du nombre de séances et d'espaces, puisque le vestibule du palais des congrès de Gérone a été annexé au chapiteau pour y accueillir la première foire du secteur du cirque, le Circus World Market. La capacité a également augmenté avec 4.280 fauteuils de plus. 78 artistes de 13 pays y ont participé dans 24 attractions. 33.297 spectateurs y ont assisté, avec 94,82 % d'occupation[48],[49],[50],[51],[52].

- 9ᵉ édition (du 13 au 18 février 2020) : Le 50ᵉ anniversaire de l'arrivée de la première compagnie de cirque russe en Espagne a été commémoré. Des 24 attractions participant à cette édition, 10 étaient venues de la Russie. 84 artistes de 12 pays y ont participé. Un nouveau chapiteau a débuté. Il était similaire à celui d'éditions antérieures à Figueres, substituant le soutien des mâts intérieurs par deux arcs géants extérieurs, de sorte que la capacité totale s'est encore élargie avec 4.384 fauteuils de plus. 33.824 personnes y ont assisté et le budget a été de 708.000 euros[53],[54],[55],[56],[57].
- 10ᵉ anniversaire du festival (du 17 au 22 février 2022) : Des billets gratuits ont été offerts au personnel de santé accrédité pendant le salon de Gérone de 2021. 94 artistes de 13 pays ont participé à 24 attractions. Les fauteuils réservables ont diminué de 30 % (11.000 de moins) pour respecter les mesures de distanciation sociale[58],[59],[7],[60],[61].
- 11ᵉ édition (du 2 au 7 mars 2023) : Cette édition a eu un jury complètement féminin pour la première fois dans l'histoire du festival[62], 70 artistes ont participé, en battant un record interne de 20 pays répartis dans 26 attractions[63],[64].
- 12ᵉ édition (du 22 au 27 février 2024) : 81 artistes de 16 pays y ont participé dans 24 attractions[4],[65].

### Le festival pendant la pandémie de Covid-19
En avril 2020, pendant le confinement à cause de la crise sanitaire de la Covid-19, les trois spectacles de la 9ᵉ édition ont été diffusés intégralement à travers Facebook. L'intention, selon les organisateurs, était d'« offrir du contenu audiovisuel culturel inédit pour alléger le confinement ».
En raison des diverses contraintes nationales et internationales (de capacité, de déplacement et de distribution d'espaces de vaccination) à cause de la pandémie, la célébration de la dixième édition du festival, prévue du 18 au 23 février 2021, a été repoussée à l'année suivante.
Au lieu de cela, une édition spéciale s'est tenue du 24 au 28 juin 2021 sous le nom de Festival de festivaux, puisque les participants étaient les vainqueurs d'éditions antérieures des principaux festivals de cirque internationaux. Il a été organisé en hommage aux festivals de cirque annulés et reportés partout dans le monde à cause de la pandémie. Il a été le premier grand rendez-vous du monde du cirque à reprendre son activité  après la crise sanitaire. En raison de l'impossibilité logistique de célébrer le festival à son emplacement habituel, il a été déplacé au pavillon municipal de Fontajau. Par précaution, le public a été séparé par des fauteuils libres. 49 artistes de 15 pays ont participé dans 18 attractions. Un total de 10.345 spectateurs a assisté aux spectacles. Aucune infection de coronavirus n'a été enregistrée parmi les artistes ni le personnel,,,.

## Activités parallèles
Depuis sa création, outre les spectacles principaux, d'autres activités liées avec le cirque se déroulent souvent pendant le festival. Les suivantes sont quelques-unes des plus remarquables :
- Foire internationale de collectionnisme de cirque (2012 à 2017)[5],[22]
- Conférences et ateliers : Dalí et le cirque, dans le théâtre-musée Dalí, par Josep Playà (2014) ; Le cirque dans les bandes dessinées, par Joan Manuel Soldevilla (2015) ; Le clown et la musique : comment les clowns ont utilisé la musique au long de l'histoire, par le clown blanc Gensi (2018)[72]
- Autres spectacles : celui du clown David Larible dans le théâtre de Figueres (2015) ; Imaginons Chostakovich, concert de musique de cirque (2018)[33],[73],[45]
- Expositions thématiques, photographiques et d'arts plastiques : Le cirque au cinéma et Les spectacles de l'illusion : histoire de la magie à Figueres (2013) ; BD sous le chapiteau : le cirque dans les bandes dessinées (2015) ; Le cirque de Joan Soler-Jové, peintures et dessins et Timbres de cirque : philatélie de cirque internationale (2018)[22],[74],[46]
- Concours de vitrines de thématique circassienne pour les boutiques locales[75],[76]
- Présentation et publication de livres[5],[22]

### Circus World Market
Depuis 2019, l'accès au chapiteau principal se fait à travers le palais des congrès de Gérone (Fira de Girona), où, dans le cadre du festival, se tient aussi le Circus World Market (ou salon mondial du cirque), la seule foire du secteur au monde. Les entreprises ou compagnies offrant des services liés avec le cirque peuvent s'y exhiber (montage de chapiteaux ; son et lumière ; couture et maquillage ; décoration ; vente d'agrès et d'autres produits spécialisés ; webs, maisons d'édition et revues spécialisées ; agences artistiques ; fédérations, écoles et associations et d'autres types de services),,.
Pendant la première édition du Circus World Market, la maquette à échelle 1:25 de 50 m2 du cirque Gleich, le plus grand cirque miniature du monde, construite par l'ingénieur hollandais V. Herwerden, y a été exhibée. Elle a déjà été exposée lors de l'édition de 2015 du festival et elle se trouve à Circusland, musée du cirque en Besalú (Espagne), depuis 2020,,,.

### Action sociale et bénéfique
Le festival collabore annuellement sur diverses causes sociales sous la prémisse de « rapprocher le cirque de première division internationale à tous les secteurs du public ». Il a participé à des campagnes avec Caritas à Figueres et avec les services sociaux de la mairie de Gérone et le programme Apropa Cultura pour offrir la possibilité d'assister aux spectacles gratuitement à jusqu'à 600 personnes menacées d'exclusion sociale,,.
Par ailleurs, les billets des enfants de moins de deux ans coûtent le prix symbolique d'un euro. Le reste des spectateurs a la possibilité de payer un euro de plus lorsqu'ils achètent leurs billets. La somme des deux quantités est destinée à un organisme caritatif de Gérone. Des fondations comme Els Joncs ou Oncolliga Girona, Xarop Clown ou Pallapupas ont été bénéficiaires de ces donations,.
En certaines occasions, quelques-uns des artistes du festival se déplacent pour réaliser des exhibitions dans des maisons de retraite, des établissements pénitentiaires, des établissements médico-sociaux ou des hôpitaux,,.

## Records battus dans le cadre du festival
Les suivants records mondiaux ont été battus dans le cadre du festival :
- 9ᵉ édition (2020) : Wesley Williams, des États-Unis, a battu le record Guinness en montant sur le monocycle le plus haut du monde (8,87 m)[82].

- 11ᵉ édition (2023) : Les Flying Caballero, du Mexique, sont devenus la première troupe de trapèze volant de l'histoire à avoir présenté trois quadruples sauts périlleux consécutifs dans le même spectacle et exécutés par trois voltigeurs différents[83],[84]. De son côté, le Duo Wizzards de la Russie a battu le record Guinness pour le plus grand nombre de changements de costume en moins d'une minute (30 changements en 39 secondes)[85],[86].

- 12ᵉ édition (2024) : Les Flying González, du Chili, ont battu le record du plus grand nombre de trapézistes dans un même numéro (15, douze voltigeurs et trois porteurs) en présentant le triple trapèze volant pour la première fois dans un festival de cirque. D'autre part, les troupes de Nanchong et Dezhou, de la Chine, se sont unies pour présenter le plus grand nombre de participants de l'histoire dans un numéro de jonglage de vases[87],[88],[89].